# جمعية إلينوي العامة
جمعية إلينوي العامة (بالإنجليزية: Illinois General Assembly)‏ هي الهيئة التشريعية لإلينوي، تتكون من المجلس الأعلى مجلس شيوخ إلينوي ، والمجلس الأدنى مجلس نواب إلينوي .